# Управляемая гемоделюция
Управляемая гемодилюция — медицинская процедура, один из методов трансфузионной терапии. Заключается в контролируемом разбавлении циркулирующей крови кровезамещающими средствами для улучшения реологических свойств крови, уменьшения агрегации её форменных элементов, очищения тканей от продуктов обмена, освобождения организма от токсических веществ, за счёт увеличения диуреза. Позволяет варьировать соотношение между жидкой и клеточной компонентами крови (гематокритнoe число), осмоляльность и коллоидно-осмотическое давление плазмы; применяется с целью уменьшения и возмещения кровопотери, профилактики и лечения нарушений микроциркуляции, осмолярности и коллоидно-осмотического давления, а также для дезинтоксикации и при полицитемии, используется при операциях с применением искусственного кровообращения для уменьшения количества донорской крови.